# Bistum Anápolis
Das Bistum Anápolis (lateinisch Dioecesis Anapolitana, portugiesisch Diocese de Anápolis) ist eine in Brasilien gelegene römisch-katholische Diözese mit Sitz in Anápolis im Bundesstaat Goiás. Es stellt seit den 1980er Jahren einen Hauptstützpunkt des Engelwerkes dar und beherbergt dessen Hochschule.

## Geschichte
Das Bistum Anápolis wurde am 11. Oktober 1966 durch Papst Paul VI. mit der Apostolischen Konstitution De animorum aus Gebietsabtretungen des Erzbistums Goiânia errichtet und diesem als Suffraganbistum unterstellt. Am 29. März 1989 gab das Bistum Anápolis Teile seines Territoriums zur Gründung des mit der Apostolischen Konstitution Pastoralis prudentia errichteten Bistums Luziânia ab.
1983 wurde das Bistum Sitz der Hochschule des Engelwerkes, des Institutum Sapientiæ, das vom Orden der Regularkanoniker vom Heiligen Kreuz geleitet wird.

## Bischöfe von Anápolis
- Epaminondas José de Araújo, 1966–1978, dann Bischof von Palmeira dos Índios
- Manuel Pestana Filho, 1978–2004
- Jan Kazimierz Wilk OFMConv, seit 2004